# Schizachyrium sulcatum
Schizachyrium sulcatum är en gräsart som först beskrevs av Erik Leonard Ekman, och fick sitt nu gällande namn av Stanley Thatcher Blake. Schizachyrium sulcatum ingår i släktet Schizachyrium och familjen gräs. Inga underarter finns listade i Catalogue of Life.